# Caravel·la

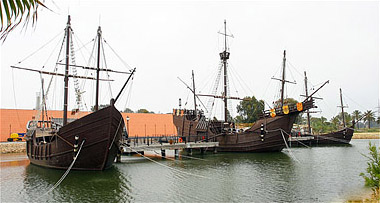
Rèplica de les anomenades «Tres Caravel·les» (en realitat dues caravel·les i una nau) al Muelle de las Carabelas de Palos de la Frontera.

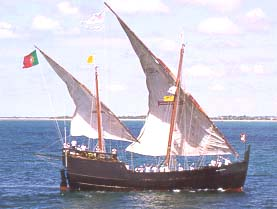
Caravel·la llatina, Boa Esperança, de Portugal.

Una caravel·la o calavera (com a denominació catalana clàssica), era un vaixell de vela utilitzat entre els segles XIV i XVII. Era prou lleugera com per ser maniobrada a rem, molt alta, ampla i llarga (de fins a 30 metres), d'aparell llatí (i més endavant també rodó), i tenia dos o tres pals, sobre una sola coberta i amb un elevat castell de popa. Gràcies a aquestes característiques va poder afrontar amb èxit els viatges d'exploració a través de l'oceà: anava a deu quilòmetres per hora i podia navegar contra vent. D'origen portuguès, va ser perfeccionada a l'Escola de Navegació de Sagres, fundada per Enric el Navegant a començament del segle xv; el model portuguès es va imposar a la resta de la península Ibèrica, sobretot a Andalusia, on es va crear la caravel·la d'aparell rodó.
Amb la vela llatina, la conducció d'una caravel·la requeria molta més destresa i coneixement que amb les embarcacions més comunes del final de l'edat mitjana i començament del Renaixement, especialment les naus, carraques i coques. Això comportava una millora significativa de la maniobrabilitat amb qualsevol tipus de vent; tanmateix, aquest tipus de vela no permet aprofitar al màxim el vent de popa com ho fan les veles rectangulars.
És molt probable que les caravel·les hagin evolucionat dels dhows àrabs quan aquests es van introduir a la península Ibèrica durant l'ocupació musulmana.
Al principi les caravel·les es van utilitzar com a embarcacions pesqueres. Però a causa de les seves qualitats marineres així com pels avenços en la construcció naval de les drassanes dels regnes peninsulars, les seves prestacions es van estendre a la càrrega i l'exploració.
Cristòfor Colom va emprendre la seva famosa expedició a les Índies el 1492 a bord d'una nau, la Santa María, que servia de vaixell d'abastament per a les caravel·les la Pinta i la Niña, d'uns 20 m d'eslora per 7 m de mànega.
En els anys posteriors al descobriment i la conquesta d'Amèrica, les caravel·les van anar caient en desús tal com anaven apareixent nous tipus de vaixells, especialment els galions, que tenien com a precedent les naus i carraques; però amb enormes millores en les seves prestacions, especialment capacitat de càrrega, resistència i maniobrabilitat.

## Documents sobre les calaveres

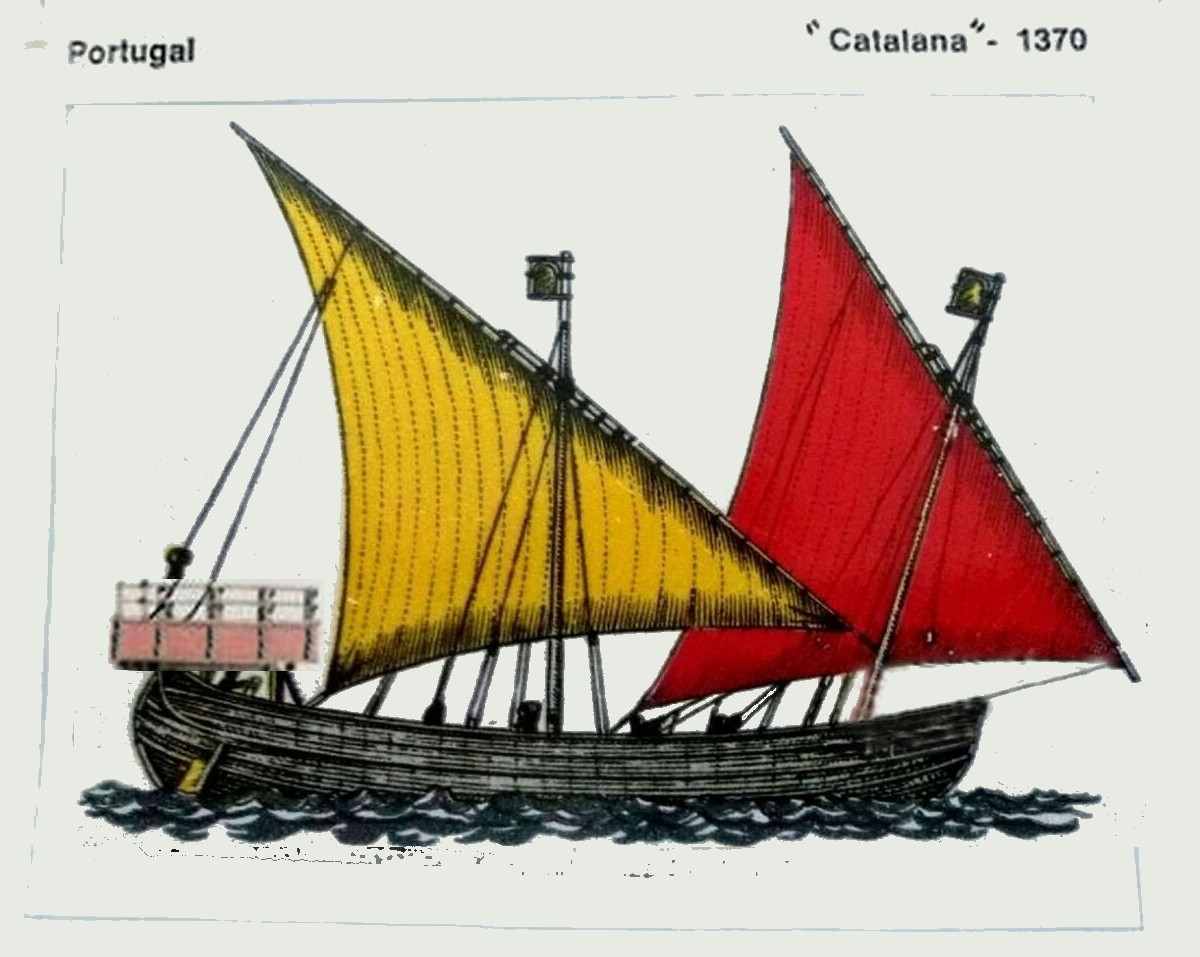
Nau de nom "Catalana" (Portugal 1370)

Les caravel·les o calaveres (calavera fou la denominació catalana clàssica) són esmentades en diversos documents. La consulta de cada cas particular pot ampliar les coneixences sobre aquest tipus de vaixell. A continuació s'ofereix una llista, ordenada cronològicament, de referències documentals sobre el tema. De fet, Demetrio Ramos a la seva obra "Colón en Simancas" reconeix que Navarrete es va equivocar al dir que la calauera esmentada per Colom a la seva primera carta era una errada, ja que podia certificar que el terme calauera apareix a gran quantitat de documents catalans del segle XV: "Pero llegamos a conocer la verdad tras el hallazgo, en el archivo de protocolos de Barcelona, de una repetida utilización del término calavera."
- 1120. En un conveni entre Ramon Berenguer III  i l'alcaid de Lleida s'esmenten els gorabs, vaixells interpretats com a caravel·les.[7]
- 1298. Alguns autors expliquen que les caravel·les foren esmentades en “Las siete partidas” del rei Alfonso X de Castella.[8] Es tracta d'un error, basat en versions modernes del text.[9][10]
- 1336. Cenne della Chitarra (juglar d'Arezzo mort en 1336) esmentava: “... chiane intorno senza caravelli...”[11]
- 1428. Tornada del príncep Pere de Portugal a Lisboa amb les idees o el prototipus de la caravel·la portuguesa dels descobriments. El príncep Pere va viatjar anant a Flandes, Venècia i Barcelona. Estudiant atentament els tipus de vaixells i construcció naval que usaven els estrangers. Se sap que va portar-ne un prototip de Venècia al temps que es casava a Coïmbra el 13 de setembre de 1428 amb Elisabet d'Urgell.[12]
- 1438. Avarament de “ung vaisseau pour mer” a l'Escluse. “Carvelle” construïda per mestres d'aixa portuguesos per al duc de Borgonya.
- 1438. El duc de Borgonya encarrega una “carvelle” al portuguès Joao Afonso.[13]
- 1440. Dues “caravelas” portugueses destinades a ultramar.[14]
- 1442. Detalls sobre un procés protagonitzat per una sagètia[15] (o “sagetia”[16]). En els documents originals la denominació del tipus de vaixell és interessant perquè la fa equivalent a calavera o fusta. Arxivat 2017-08-22 a Wayback Machine.
- 1452. Document adreçat a Johan de Camós, capità de la galera de guàrdia de la ciutat de Barcelona, avisant del pirata Johan Torrelles amb una “calauera” armada.[17][18]
- Anant piraticament per la mar ab una calauera armada ha preses diuerses robes, doc. a. 1452 (BSAL, ix, 335).
- 1454. Avarament d'una calavera de Francesc Xetantí construïda a les Drassanes de Barcelona.[19]
- Han confessat ells ab llur calavera esser venguts, doc. a. 1459 (BSAL, iv, 21).
- Per lo nolit de portar ab la dita calauera cinc fusts carratals, doc. a. 1469 (Arx. Gral. R. Val.).
- Amb semblants coques, | naus, caraveles, | sens rems e veles, Spill 8544.
- Trametre XXX fustes entre naus e canaueres e altres fustes, doc. a. 1494 (BSAL, vii, 141).
- Havien vistes una nau e I caravera e altres fustes, Ardits, ii, 205 (a. 1455).
- 1454. Avarament d'una calavera de Jaume Carbó construïda a les Drassanes de Barcelona.[20]
- 1460. En un llibre alemany es diu: “lo buch de la calavera o segetia de la qual és patró en Salvador Roig”.[21]
- Arribá una calavella carregada de vadells, Ardits, ii, 435 (a. 1463).[22]
- 1464. Benedetto Cotrugli va escriure un tractat de navegació en el qual parla de “caravelle” i “barcosi” (un vaixell molt semblant inventat i usat a Ragusa).
- 1465. Contracte per a la construcció d'una calavera per a Gracià Amat. Amb un buc de 24 a 25 gúes de roda a roda. Amb dos pals (mestre i mitjana), bauprès i tres timons.[23]
- 1470. Caravel·les espanyoles.[24]
- 1476. Charles de Valera, fill de Mossèn Diego de Valera, participa en la presa de dues carraques genoveses, comanant cinc “carabelas”.[25]
- Arribaren en la present plage de la mar XVIIII naus e una caravella qui venien de Napols, Ardits, iii, 20 (a. 1481)
- 1488. Arribada a la platja de Barcelona d'una calavera que havia portat dos-cents quintars de pólvora a les tropes que assetjaven Màlaga.
- 1493. Carta de Cristòfol Colom “Fecha en la calavera sobre las Yslas de Canaria, a XV de Febrero, mil et quatrocientos et noventa y tres años”.[5]
- 1512.[26]
- 1524.[27]

| «                                                  | ...surgiren en la present platja dues velas ço és una calavera & un barco portuguès las quals eran stat cobradas per la sobre dita armada de la Ciutat del cossari francès qui les havie preses... | » |
| — Manual de novells ardits. Volum 3. Pàgina 320. . | |   |

- 1526. Contracte signat a Pontevedra que esmenta una “caravela”.[28]